# Si j'te cherche... j'me trouve
Pour plus de détails, voir Fiche technique et Distribution.
Si j'te cherche... j'me trouve est un film français réalisé par Roger Diamantis en 1974 et sorti en 1980.

## Fiche technique
- Titre : Si j'te cherche... j'me trouve
- Réalisation : Roger Diamantis
- Scénario : Roger Diamantis
- Photographie : Bruno Muel et Théo Robichet
- Son : Antoine Bonfanti et Dominique Hennequin
- Musique : Antoine Duhamel
- Montage : Joële Van Effenterre
- Production : Les Films Saint-André des Arts (Roger Diamantis)
- Pays d'origine :  France
- Durée : 78 minutes
- Date de sortie : France - 26 novembre 1980

## Distribution
- Jean-François Stévenin
- Jean-Jacques Biraud
- Jean de Gaspary
- François Weyergans
- Roger Diamantis